# 格蘭特縣 (新墨西哥州)
格蘭特縣（英語：Grant County）是位於美国新墨西哥州西南部的一個县，西鄰亞利桑那州，面積10,276平方公里。根據美国人口普查局2021年的估計，本縣共有人口27,889人。縣治為銀城（Silver City）。該縣於1868年1月30日成立，縣名紀念第十八任美国总统尤利西斯·格兰特。

## 地理

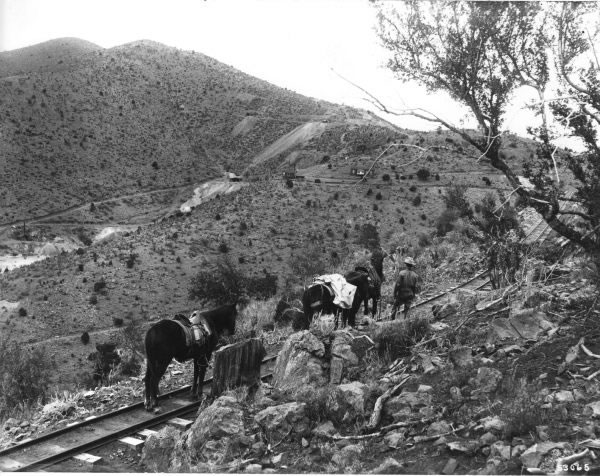
礦場外的窄軌鐵路

根據2000年人口普查，格蘭特縣的總面積為3,968平方英里（10,280平方），其中有3,966平方英里（10,270平方），即99.96%為陸地；2平方英里（5.2平方），即0.04%為水域。

### 毗鄰縣
- 新墨西哥州 卡特倫縣：北方
- 新墨西哥州 謝拉縣：東方
- 新墨西哥州 盧納縣：東南方
- 新墨西哥州 伊達爾戈縣：南方
- 亞利桑那州 格林利縣：西方

### 國家保護區
- 希拉国家森林（部分）

## 人口
| 调查年            | 人口   | 备注 | %±     |
| ----------------- | ------ | ---- | ------ |
| 1910              | 14,813 |      | —      |
| 1920              | 21,939 |      | 48.1%  |
| 1930              | 19,050 |      | −13.2% |
| 1940              | 20,050 |      | 5.2%   |
| 1950              | 21,649 |      | 8.0%   |
| 1960              | 18,700 |      | −13.6% |
| 1970              | 22,030 |      | 17.8%  |
| 1980              | 26,204 |      | 18.9%  |
| 1990              | 27,676 |      | 5.6%   |
| 2000              | 31,002 |      | 12.0%  |
| 2010              | 29,514 |      | −4.8%  |
| [ 4 ] [ 5 ] [ 6 ] |        |      |        |

### 2010年
根據2010年人口普查，格蘭特縣擁有29,514居民。而人口是由84.9%白人、0.9%黑人、1.4%土著、0.4%亞洲人、0.1%太平洋岛民、9.8%其他種族和2.8%混血构成。而西班牙裔或拉丁美洲人佔了人口48.3%。

### 2000年
根據2000年人口普查，格蘭特縣擁有31,002居民、12,146住戶和8,514家庭。其人口密度為每平方英里8居民（每平方公里3居民）。本縣擁有14,066間房屋单位，其密度為每平方英里4間（每平方公里1間）。而人口是由75.67%白人、0.52%黑人、1.35%土著、0.29%亞洲人、0.03%太平洋岛民、19.02%其他種族和3.11%混血构成。而西班牙裔或拉丁美洲人佔了人口48.79%。
在12,146 住户中，有31.3%擁有一個或以上的兒童（18歲以下）、52.7%為夫妻、12.9%為單親家庭、29.9%為非家庭、25.7%為獨居、10.7%住戶有同居長者。平均每戶有2.5人，而平均每個家庭則有3.01人。在31,002居民中，有26.2%為18歲以下、8.5%為18至24歲、23.7%為25至44歲、25.1%為45至64歲以及16.5%為65歲以上。人口的年齡中位數為39歲，女子對男子的性別比為100：95.1。成年人的性別比則為100：91.3。
本縣的住戶收入中位數為$29,134，而家庭收入中位數則為$34,231。男性的收入中位數為$31,126 ，而女性的收入中位數則為$19,627，人均收入為$14,597。約15.1%家庭和18.7%人口在貧窮線以下，包括25.9%兒童（18歲以下）及9.5%長者（65歲以上）。